# Honda CBR 1100 XX
Die Honda CBR 1100 XX ist ein Motorrad des japanischen Fahrzeugherstellers Honda aus der Kategorie der Sporttourer, welches auch unter seinem Namenszusatz Super Blackbird vermarktet wurde. Der Werkscode lautet SC 35.
Nach ihrer Markteinführung im Jahre 1996 war die CBR 1100 XX für zwei Jahre das schnellste Serienmotorrad der Welt. Erst im Jahre 1999 konnte ihre Höchstgeschwindigkeit von der damals neu vorgestellten Suzuki Hayabusa 1300 überboten werden.

## Technische Daten

### Antrieb
Der flüssigkeitsgekühlte Vierzylindermotor erzeugt bei der ab 1999 gefertigten Version mit Kraftstoffeinspritzung aus 1137 cm³ Hubraum eine Nennleistung von 112 kW (152 PS) und ein maximales Drehmoment von 119 Nm bei einer Drehzahl von 7250 min−1. Die von 1996 bis 1999 gebaute Vergaser-Variante erzeugt maximal 118 kW (160 PS) aus dem identischen Hubraum von 1137 cm³. Der Zylinderkopf des quer eingebauten Reihenmotors hat zwei obenliegende Nockenwellen, welche je Zylinder zwei Einlass- und zwei Auslassventile ansteuern. Der Motor basiert konstruktiv auf dem der Honda Fireblade (SC33), hat jedoch eine von 71 mm auf 79 mm vergrößerte Bohrung. Die Kolben haben einen Hub von 58 mm.
Das Motorrad beschleunigt aus dem Stand in 2,8 s auf 100 km/h und in 8,5 s auf 200 km/h. Die Höchstgeschwindigkeit liegt bei 290 km/h.

### Kraftübertragung
Der Primärtrieb erfolgt über Getrieberäder. Die Krafttrennung wird durch eine hydraulisch betätigte Mehrscheiben-Ölbadkupplung ermöglicht, die Drehmomentumwandlung durch ein Getriebe mit sechs Gängen. Der Sekundärantrieb erfolgt über eine O-Ring-Kette.

### Kraftstoffversorgung
Die Gemischbildung des Viertaktmotors steuert seit 1999 eine als Programmed Fuel Injection (PGM-FI) bezeichnete, computergesteuerte Saugrohreinspritzung. Die Zündung erfolgt je Zylinder durch eine transistorgesteuerte Zündkerze.
Der durchschnittliche Kraftstoffverbrauch beträgt 5,9 l auf 100 km bei einer Geschwindigkeit von 130 km/h. Der Kraftstofftank hat ein Volumen von 23 Liter, davon sind 4 Liter Reserve. Der Hersteller empfiehlt die Verwendung von Motorenbenzin mit einer Klopffestigkeit von mindestens 95 Oktan.
Die Abgasnachbehandlung erfolgt ab dem Baujahr 1999 durch einen Drei-Wege-Katalysator mit Sekundärluftsystem und unterschreitet die Schadstoffgrenzwerte der Abgasnorm Euro-2.

### Fahrwerk
Das Fahrwerk baut auf einem Brückenrahmen aus Aluminium auf und hat hinten eine ProLink genannte Zweiarmschwinge aus Aluminium. Das Zentralfederbein hat ein Hebelsystem mit verstellbarer Federbasis und Zugstufendämpfung. Das Vorderrad wird von einer Teleskopgabel mit 43 mm Durchmesser und 120 mm Federweg geführt.
Am Vorderreifen verzögert eine Doppelscheibenbremse mit 310 mm Durchmesser und hinten eine Scheibenbremse mit 256 mm. Beide Bremsen haben Bremszangen von Nissin mit drei gegenüberliegenden Kolben. Ein Dual-CBS genanntes kombiniertes Bremssystem unterstützt die Dosierung der beiden Bremsen. Ein Antiblockiersystem wurde für das Motorrad nicht angeboten.

### Beleuchtung und Aerodynamik

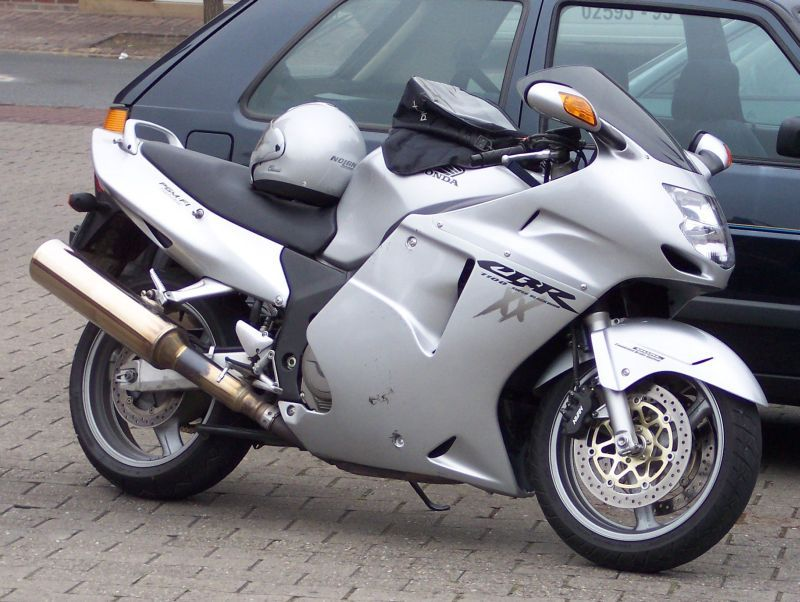
CBR 1100 XX, Modell 1999

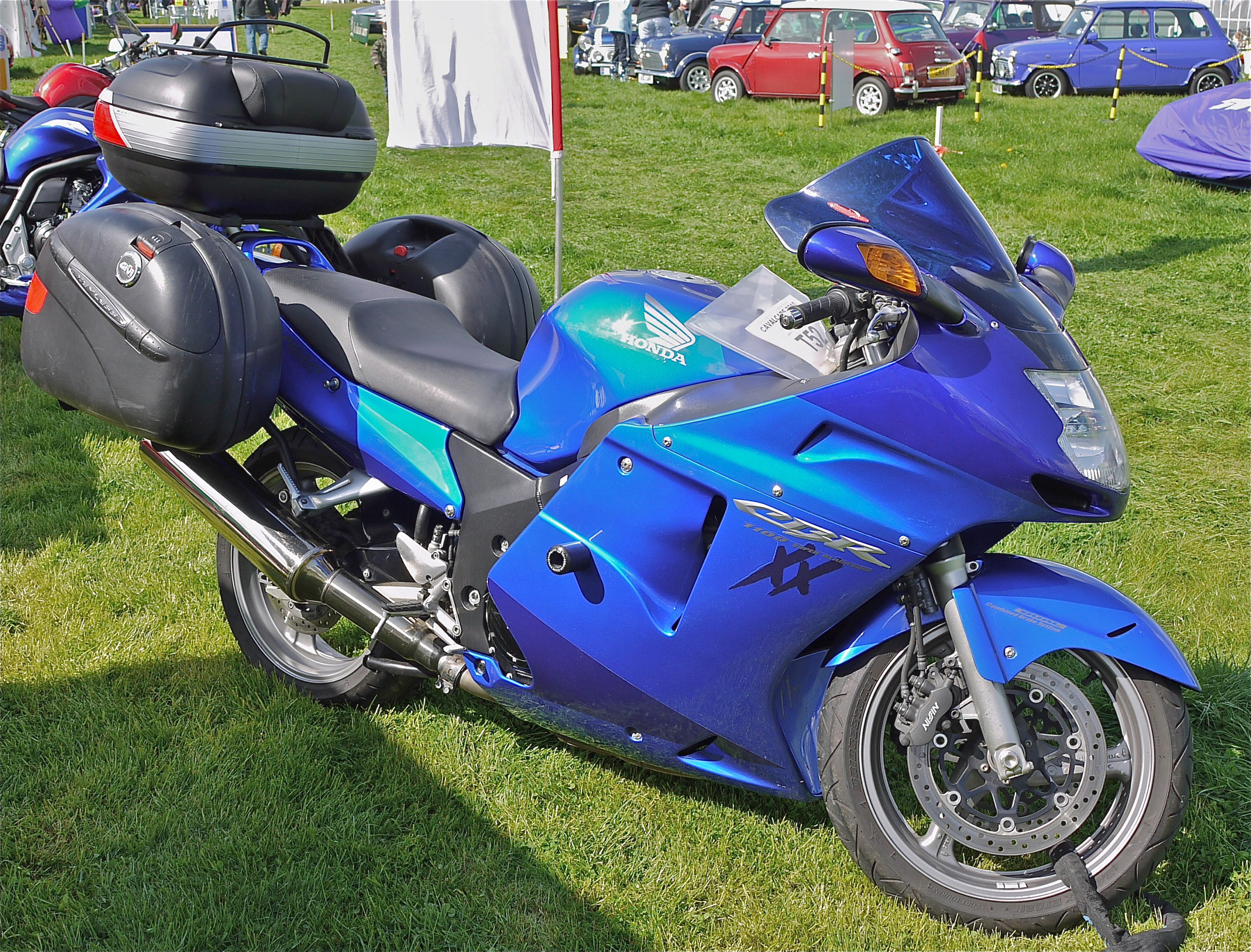
Honda CBR 1100 XX, blau

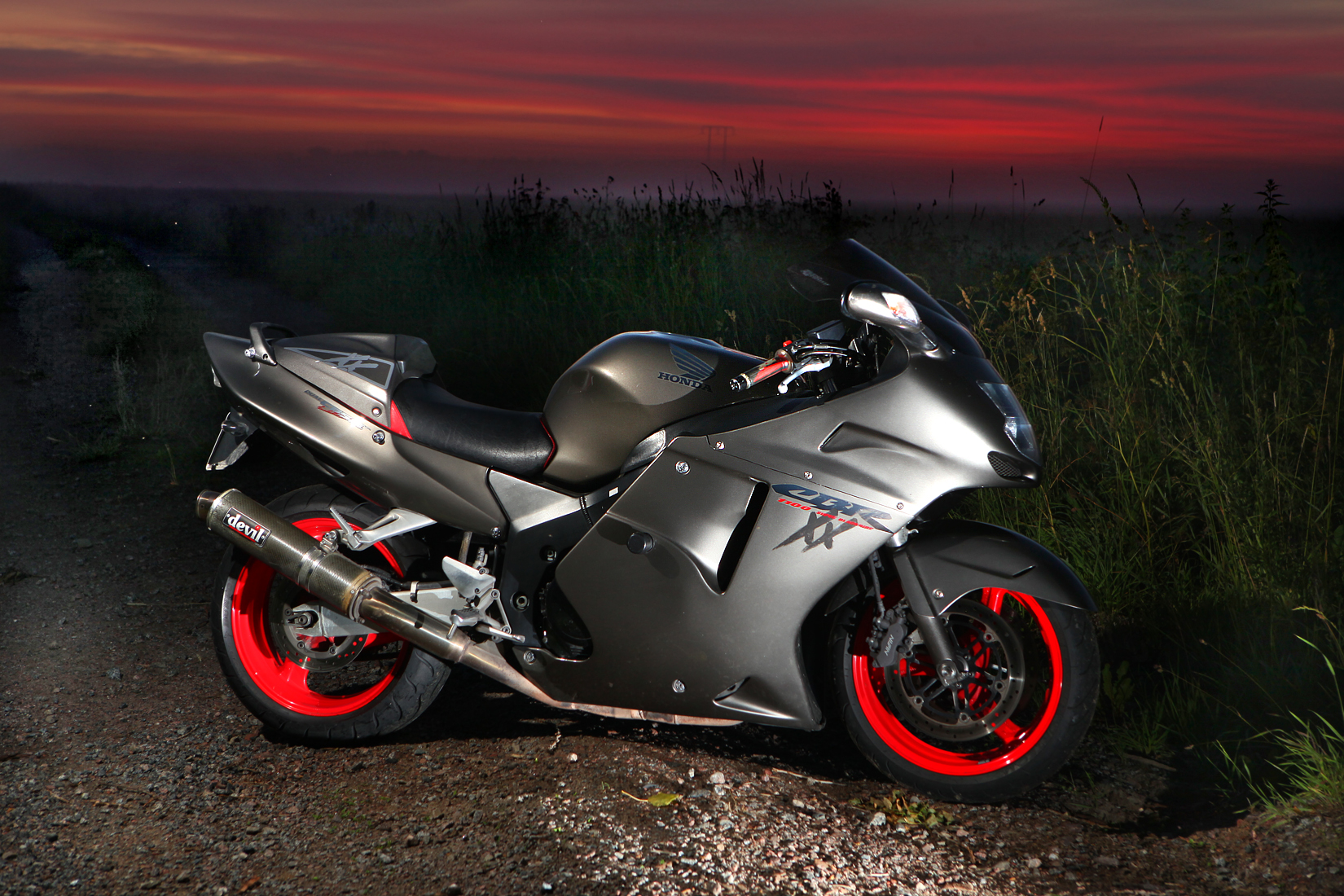
Honda CBR 1100 XX, anthrazit

In Sachen Beleuchtung und Aerodynamik war die CBR 1100 XX für viele spätere Motorradmodelle wegweisend. So sind die Blinker aerodynamisch günstig in die Rückspiegel integriert, was Mitte der 1990er Jahre noch unüblich war, später aber bei vielen anderen Motorradmodellen übernommen wurde. Zudem verfügte die CBR 1100 XX als eines der ersten Großserienmotorräder über einen Scheinwerfer mit zwei H7 Leuchtmitteln. Um je eine H7 Lampe für Abblendlicht und Fernlicht gleichzeitig unterbringen zu können, wurden die beiden Reflektoren im Scheinwerfer übereinander angeordnet. Diese Anordnung sorgt für einen sich überlagernden Lichtkegel und eine Lichtausbeute, welche bei Motorrädern lange Zeit konkurrenzlos war.
Verkleidung und Anbauteile der CBR1100XX sind aerodynamisch für hohe Geschwindigkeiten optimiert. Dadurch erreicht das Motorrad mit liegendem Fahrer einen cw-Wert von 0,439, welcher weit unter den Werten von vergleichbaren Sporttourern dieser Zeit lag.

## Produktionszahlen
Die Anzahl der produzierten Super Blackbirds beläuft sich auf total 85.138 Stück. Diese teilen sich wie folgt auf die einzelnen Produktionsjahre auf:
| Jahr  | Stückzahl |
| ----- | --------- |
| 1996  | 10.968    |
| 1997  | 15.959    |
| 1998  | 15.437    |
| 1999  | 12.925    |
| 2000  | 3.653     |
| 2001  | 9.091     |
| 2002  | 4.503     |
| 2003  | 3.581     |
| 2004  | 2.044     |
| 2005  | 2.875     |
| 2006  | 3.008     |
| 2007  | 1.094     |
| Total | 85.138    |

## Modellgeschichte
Bei der Markteinführung im Jahr 1996 war die CBR 1100 XX mit einer Nennleistung von 118 kW (160 PS) bei einer Drehzahl von 10.000/min−1 das stärkste Serienmotorrad der Welt. In Deutschland wurde das Motorrad hingegen aufgrund einer herstellerseitigen Selbstbeschränkung serienmäßig nur in einer auf 72 kW (98 PS) gedrosselten Version angeboten. Ein ungeregelter Katalysator war optional erhältlich.
Die vier 42 mm Gleichdruckvergaser von Keihin wurden 1999 durch eine Einspritzanlage ersetzt, wodurch die Starterklappe (Choke) entfiel. Die Einspritzanlage ermöglichte die Verwendung eines Drei-Wege-Katalysators, welcher die Leistung auf 112 kW (152 PS) verringerte. Ein zusätzliches Ram-Air-System steigerte jedoch die Leistung bei hohen Geschwindigkeiten auf 120,5 kW (164 PS). Die Bremskraftverteilung zwischen vorderer und hinterer Bremse wurde im gleichen Zuge geändert und das Tankvolumen von 22 auf 23 l vergrößert. Die Anzahl der Reibscheiben in der Kupplung wurde von neun auf sieben reduziert und die Gabel, das Rücklicht und das Zündschloss geändert.
Das Cockpit wurde 2001 überarbeitet und die analoge Tachoanzeige gegen eine digitale gewechselt. Das Motormapping wurde 2002 im Hinblick auf eine sanftere Gasannahme bei geringem Tempo optimiert. 2005 wurde das Tankvolumen von 24 auf 23 l reduziert.
Im März 2007 lief die letzte CBR 1100 XX in Japan vom Band. Einen direkten Nachfolger mit vergleichbarer Fahrzeug-Charakteristik gab es von Honda nicht. In Deutschland wurden insgesamt 13.378 CBR 1100 XX zugelassen. Die CBR 1100 XX ist nach dem überschallschnellen Aufklärungsflugzeug Lockheed SR-71 „Blackbird“ (deutsch: Amsel) benannt.

## CBR 1200
Im Jahre 1999 wurde anlässlich des 50-jährigen Firmenjubiläums von Honda UK eine leistungsgesteigerte Version der CBR 1100 XX unter dem Namen CBR 1200 in einer Kleinserie gefertigt und verkauft. Dafür wurden Serienmaschinen aus dem Modelljahr 1999 durch umfangreiches Tuning veredelt. So erhielten diese Maschinen u. a. einen auf 1198 cm³ vergrößerten Hubraum, Hochleistungs-Kolben, überarbeitete Nockenwellen, eine Akrapovic Auspuffanlage, ein komplett einstellbares Penske Federbein und eine Fußrastenanlage von LSL. Auffällig an diesem Modell war zudem die rot/weiße Lackierung. Dieses Modell wurde jedoch nie in Großserie gefertigt, unbestätigten Angaben zufolge wurden von dieser Version nur 25 Stück fertiggestellt, welche an einer Nummerierungs-Plakette auf dem Lenker zu erkennen sind.

## Kritiken
„Die Doppel-X ist ein handlicher und perfekt alltagstauglicher Sportler. Sie betrat 1996 die Bühne als flinkstes Serienbike der Welt, fand aber bald in ihre eigentliche Rolle als pfeilschneller, komfortabler Express-Tourer.“

„«The World Greatest Super Sport», so bewarb Honda einst die CBR 1100 XX. Supersportlich war die Super Blackbird zwar nie, aber ein superfeiner Power-Tourer, der sie auch noch heute ist.“

“The Honda CBR 1100 XX Super Blackbird is a useable, comfortable, tidy handling sports tourer but also a ballistic power-house that used to hold the record as the fastest production motorcycle. The Honda CBR 1100 XX Super Blackbird is sensible and utterly insane in one nicely presented Honda package.”

„Die Honda CBR 1100 XX Super Blackbird ist ein brauchbarer, komfortabler, ordentlicher Sporttourer und gleichzeitig ein ballistisches Kraftwerk, das einst den Rekord für das schnellste Serien-Motorrad hielt. Die Honda CBR 1100 XX Super Blackbird ist vernünftig und äußerst verrückt in einem schön dargebotenen Honda-Gehäuse.“